# Vrysáki
Vrysáki är en ort i Grekland.   Den ligger i prefekturen Nomós Imathías och regionen Mellersta Makedonien, i den norra delen av landet, 300 km norr om huvudstaden Aten. Vrysáki ligger 7 meter över havet och antalet invånare är 700.
Terrängen runt Vrysáki är mycket platt, och sluttar norrut. Runt Vrysáki är det ganska tätbefolkat, med 72 invånare per kvadratkilometer. Närmaste större samhälle är Alexándreia, 3,5 km öster om Vrysáki. Trakten runt Vrysáki består till största delen av jordbruksmark.